# کاهیا ماتا
کاهیا ماتا (انگلیسی: Cahya Mata) شرکت خوشه‌ای مالزیایی است، که در سال ۱۹۷۴ تأسیس شد.